# ケーブル・クロスオーバー
ケーブル・クロスオーバー (cable crossover) はウエイトトレーニングの種目の一つ。基本的なケーブル・クロスオーバーでは大胸筋下部の内側に強い刺激が与えられる。広背筋上部と大円筋と前鋸筋にも負荷がかかる。ベントオーバー・ケーブル・クロスオーバーでは大胸筋の内側に負荷が集中する。三角筋と前鋸筋と小胸筋にも負荷がかかる。

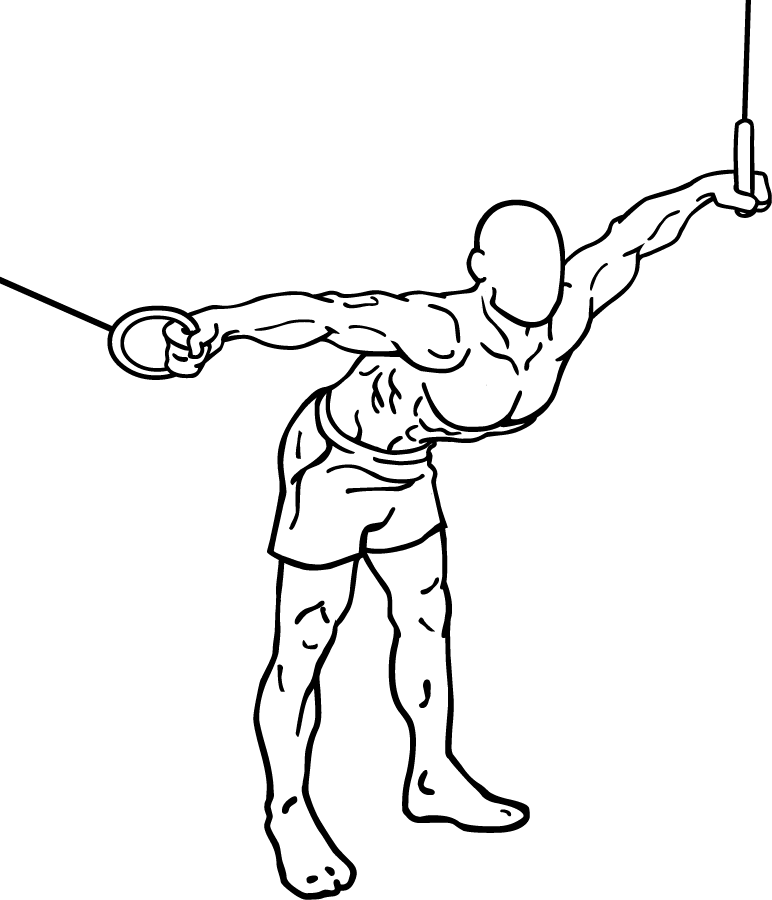
ケーブル・クロスオーバー (スタート)

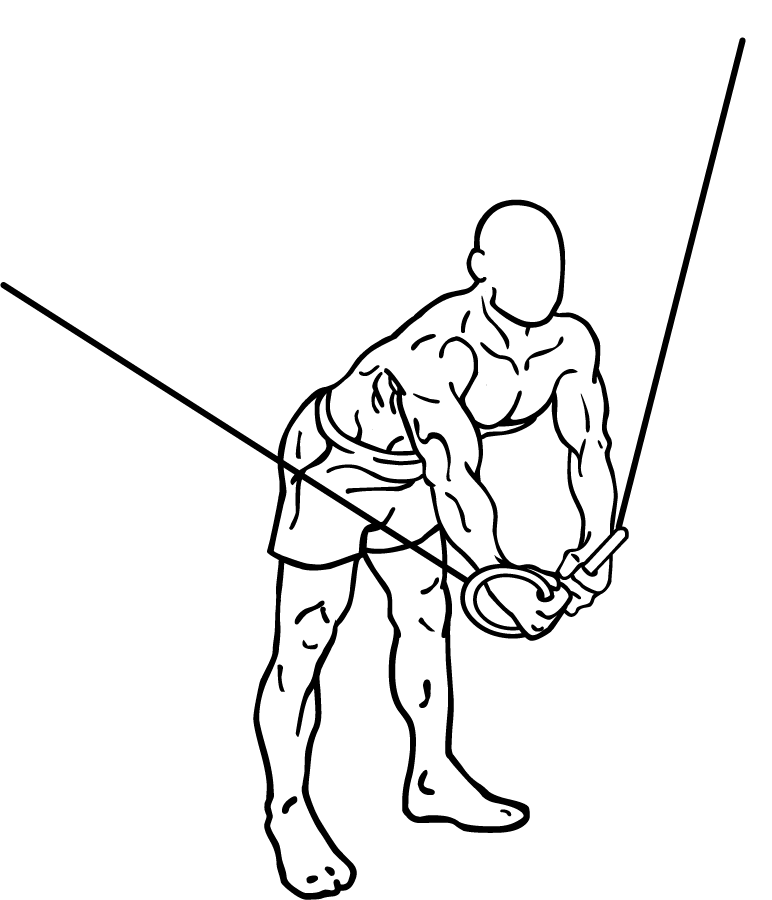
ケーブル・クロスオーバー (フィニッシュ)

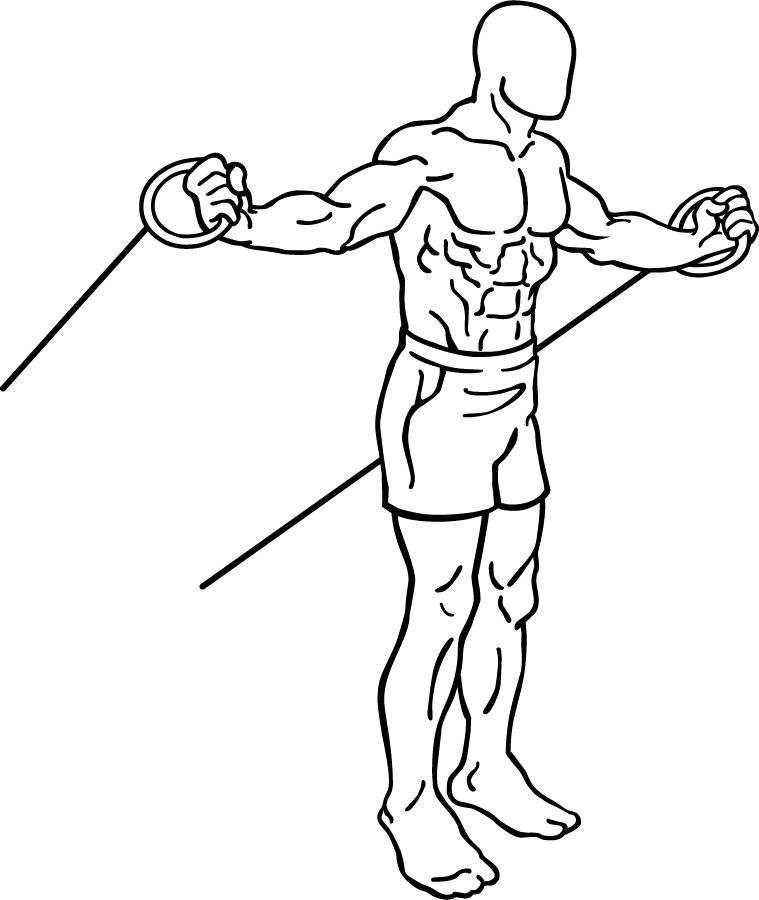
チューブを使用したクロスオーバー (スタート)

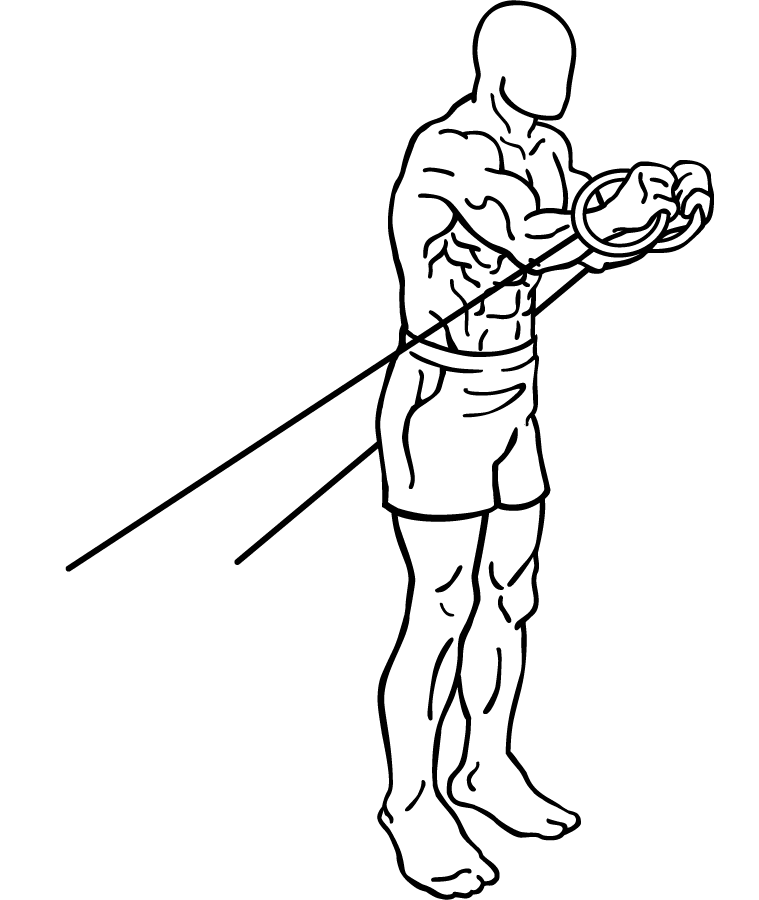
チューブを使用したクロスオーバー (フィニッシュ)

## 具体的動作

### ケーブル・クロスオーバー
スタート時からウエイトが持ち上がってケーブルが張った状態であるようにする。スタートで腕の位置が高すぎると、ケーブルを引くために肘を大きく曲げてしまうことになるので気をつける。体幹は一定の姿勢を保つようにコントロールし、ケーブルを引きやすくするために前傾したりしないようにする。
1. クロスオーバーマシンにワンハンドルバーをセットして、ハンドルを両手に持って中央に立つ。上体をわずかに前傾させる。片脚を少し前に出して背中の自然なアーチをつくりながらやや前傾姿勢をとる。前に出した足により体重をかけるくらいの意識で、この姿勢をキープする。手のひらを下に向け、肘を軽く曲げた状態で両腕を肩の高さに構える。息を吸い込んで胸を張る。
2. 息を吐きながら、肘の角度を変えずに両腕を下げていく。
3. 両腕が体の横に近づいたら、腕をやや前方に持っていき、両腕が合わさるか少しクロスするまで引き寄せる。この位置で一旦静止する。
4. ゆっくりと息を吸いながら元の姿勢に戻る。
5. 2 - 4を繰り返す。

### ベントオーバー・ケーブル・クロスオーバー
スタート時からウエイトが持ち上がってケーブルが張った状態であるようにする。スタートで腕の位置が高すぎると、ケーブルを引くために肘を大きく曲げてしまい、肩関節にも大きな負担がかかってしまうので気をつける。顔は常に前方に向け背中のアーチを意識する。フィニッシュで腕を深くクロスさせると、大胸筋の内側にさらに強い刺激を与えられる。
1. クロスオーバーマシンにワンハンドルバーをセットして、ハンドルを両手に持って中央に立つ。手のひらを下に向け、背中の自然なアーチを保ったまま上体を深く前傾させる。肘を軽く曲げた状態で両腕を肩の高さに構える。息を吸い込んで胸を張る。
2. 息を吐きながら、肘の角度を変えずに両腕を下げていく。
3. 両手が合わさるくらいのところまでケーブルを引いてくる。この位置で一旦静止する。
4. ゆっくりと息を吸いながら元の姿勢に戻る。
5. 2 - 4を繰り返す。